# Foxtel
Foxtel – australijska telewizyjno-radiowa satelitarna platforma cyfrowa. Głównymi udziałowcami są: Telstra (50%) oraz News Corp (50%). Powstała 23 października 1995 roku. Obecnie ma ok. 1 140 000 abonentów. Ma w ofercie kanały HD.